# Carex argentina
Carex argentina är en halvgräsart som beskrevs av Manuel Barros. Carex argentina ingår i släktet starrar, och familjen halvgräs. Inga underarter finns listade i Catalogue of Life.